# Arcs (jogo de tabuleiro)
Arcs: Conflict & Collapse in the Reach é um jogo de tabuleiro do género space opera criado por Cole Wehrle, ilustrado por Kyle Ferrin e publicado pela Leder Games em 2024. Em Arcs, os jogadores competem para ganhar o maior número de pontos ao cumprir objetivos variáveis, fazendo ações através de um sistema de naipes e usando dados diferentes para atacar naves inimigas, onde cada jogador possui poderes e caraterísticas assimétricos.
Após o lançamento inicial para os apoiantes do Kickstarter, o jogo base e Arcs: The Blighted Reach Expansion, uma expansão que modifica o jogo base e o transforma numa campanha de três atos, foram lançados comercialmente a 1 de outubro de 2024. O jogo recebeu muitos elogios no lançamento.

## Jogabilidade
O jogo base de Arcs é um jogo de estratégia rápido ambientado em "Reach", uma zona do espaço sideral. Os jogadores representam diferentes sociedades espaciais e tentam vencer ao obter a supremacia galáctica, ganhando pontos ao cumprir vários objetivos denominados de "ambições". Cada turno pode envolver a construção de edifícios ou naves espaciais, reunir recursos dos vários planetas representados no tabuleiro, disputar guerras, realizar movimentos ou influenciar e segurar cartas. Cada jogo é disputado em cinco "capítulos" ou rondas e começa com um mapeamento aleatório.
Grande parte da jogabilidade gira em torno de truques usando cartas de ação. Cada turno começa com um jogador, que tem a 'iniciativa', a colocar uma carta da sua mão e a realizar ações com base no naipe da carta, com os restantes a seguir a jogada consoante o no número daquela carta. Algumas cartas permitem que mais ações sejam realizadas, com um número base de 1 ação por turno e ações extras permitidas se recursos, que também são usados para marcar pontos, forem gastos. O jogador que lidera pode declarar uma ambição, determinando como os jogadores marcam pontos naquele capítulo, mas ao fazer isso, o número em sua carta jogada cai para zero, o que significa que os outros podem facilmente ultrapassar a sua iniciativa. As cartas do baralho da corte permitem que os jogadores personalizem a sua jogabilidade pessoal através de poderes individuais, e podem ser roubadas por outros jogadores.

Jogo de Arcs em progresso.

Os jogadores lutam com peças de naves que podem estar em três estados: saudáveis, danificadas ou fora do tabuleiro, permitindo-lhes efetivamente dois pontos de dano. Três tipos de dados são usados para diferentes tipos de ataque no tabuleiro, consoante a quantidade de dano, risco e poder de roubo de itens e cartas. O jogador que ataca pode escolher como distribuir o dano entre os seus próprios navios enquanto concentra o dano em navios inimigos individuais, encorajando uma jogada agressiva.

### The Blighted Reach Expansion
Arcs: The Blighted Reach Expansion é uma expansão de lançamento do jogo base que o transforma em uma campanha de três sessões com regras variáveis. No início da campanha e de cada ato, os jogadores podem escolher entre dois "destinos", cada um com novos sistemas de jogo que afetam todos os jogadores. O estado do tabuleiro é mantido entre cada jogo da campanha. Cada campanha completa dura aproximadamente seis horas de jogo e foi projetada para ter alta rejogabilidade.